# Mitología de América del Sur
Las mitologías sudamericanas son un conjunto de mitologías existentes en el subcontinente sudamericano, siendo en su mayoría de origen indígena, y en menor medida originadas posteriormente a la llegada de los europeos y otros grupos culturales.

## Descripción
Las semejanzas de los mitos nativos americanos, que van hasta la identidad entre ciertas categorías de mitos, son muy notorias independientemente de las regiones de donde provienen, o del nivel de desarrollo de la cultura. Así, en el dominio estrictamente religioso, los dioses de la naturaleza que los incas veneraban en sus templos, son similares a los espíritus anónimos de los chamanes de la Amazonía o de las Guayanas, conjuran en sus chozas. Por ello, aunque hay una gran distancia entre los seres sobrenaturales, sin embargo el contraste entre la religión de los incas y la de las tribus llamadas primitivas de América del Sur es menos tajante cuando se refiere a otras manifestaciones de su vida religiosa.
Por ejemplo, se sabe el lugar eminente que los incas daban al sol, Inti, antecesor de su dinastía. Elevado al rango de dios nacional, su soberanía celeste formaba paralelo con el poder terrestre del Sapa Inca y su adoración se confundía con los homenajes a este último. Sin embargo, también se encuentran huellas de un culto celestial o sus representaciones divinas entre numerosos otros pueblos, como los guaraníes, los caribes, y los mapuches; así, por ejemplo los mapuches representaban al sol como Antu, el espíritu pillán más importante de sus creencias, y la luna como Kuyén, el espíritu Wangulén acompañante y esposa de Antu. En cambio en otros lugares, el sol y la luna son simples personajes mitológicos a los que no se asigna ninguna acción sobre los destinos humanos. Estos dos astros antropomórficos, en cambio, son héroes de aventuras que forman una parte importante de su mitología.
Otro ejemplo es la representación del trueno y los rayos. Después de Inti, el Trueno (Yllapa), lanzador del rayo, señor del grano y de la lluvia, era la divinidad de que hacían más caso los incas. Recorría los espacios celestes armado de una porra y de una honda cuyo ruido, en el momento de lanzar el proyectil, se oía como el rugido de la tempestad. Los guaraníes de Paraguay y Brasil se representan el trueno bajo los rasgos de un ser humano que, sentado en una artesa de madera, atraviesa el cielo con gran ruido. Los relámpagos son los reflejos producidos por un tallo de resina que lleva clavado en el labio inferior, conocido como Tupán.

### Influencia y asimilación de las creencias cristianas
Al referirse a la relación de las creencias cristianas y su influencia con las religiones de las diferentes culturas indígenas, muchas de ellas, especialmente las religiones que se transmitían solo por tradición oral, han sido alteradas mayor o menormente, tanto por el cristianismo (debido en gran parte a la evangelización por parte de los misioneros católicos, como también producto de una mala interpretación o adecuación del mito dentro de la sociedad de estos países; lo cual también ha aportado a que se hayan producido variaciones y diferencias en muchas de estas creencias; en donde además se creó un gran número de equivalencia que realmente no corresponden como tal, las que fueron erróneamente asimiladas dentro de la cultura de los diferentes países, e incluso lamentablemente, también dentro de las mismas culturas indígenas. Ello generó una enorme confusión y alteración que hasta la actualidad en muchas culturas indígenas, todavía no se logra superar totalmente.
Destaca en este tema el proceso del sincretismo, asimilación e imposición de las creencias cristianas, en el que misioneros modificaron la descripción y características de numerosos dioses, con el fin de que concordaran con la figura del dios cristiano como Dios omnisciente u omnipotente. Ejemplo de ello es la deidad mapuche “Ngenechén”, que generalmente viene traducida con “Dios”. Esta relación Dios-Ngenechén, la cual se trataría de una equivalencia forzosa, creada por los jesuitas en su afán misionero en los siglos XVII y XVIII, con el fin de hacer más aceptable y comprensible el concepto cristiano. Otro ejemplo es el dios Tupán, que fue luego asimilado al dios cristiano predicado por los misioneros.
Caso similar sucedido con la figura de la Virgen María. Ejemplo de ello es Pachamama, a quien los campesinos incas y aimaras le piden la fertilidad de sus campos y de sus rebaños, y que ha seguido siendo la principal divinidad pagana superviviente entre sus descendientes; que sin hacerse una idea totalmente precisa de su personalidad o de sus correctas características, propenden a confundirla con la Virgen María.
Paralelamente, de modo similar, muchas deidades y otras figuras mitológicas sufrieron un proceso de demonización; al considerarlas contrarias a lo correcto según la tradición cristiana; sacándolos de su real contexto, y/o simplemente relegándolos tan solo como seres malignos, o describiéndolos como simples sinónimos de demonios o el diablo. Ejemplo de ello son los espíritus pillanes en la religión mapuche, los cuales en su cultura son considerados sus antepasados, y que debido al hecho de los pillanes igualmente son seres castigadores (o permiten a otros seres castigar) con terremotos, enfermedades, etc; muchas veces se les describe equívocamente en la literatura y tradiciones, tan solo como un ser del tipo maligno, un demonio que causa todos los males y catástrofes naturales.

### Situación actual
La mitología indígena sudamericana tiene grandes áreas que se desconocen o están parcial o totalmente alteradas, a pesar de que en algunos casos existe una riqueza aparente de una documentación que cubre cerca de cuatro siglos. Estas lagunas se deben principalmente al escaso interés que los europeos han manifestado por este tema, y por el escaso interés que antiguamente presentaba el mismo pueblo sudamericano. Así, antiguamente, los estudios sobre la mitología indígena sudamericana se enfocaban mayormente en la mitología de las civilizaciones más avanzadas, que en el caso de Sudamérica correspondería a los incas y pueblos históricamente y geográficamente más cercanos.
La mitología del resto de los pueblos indígenas sería conocida mundialmente sólo en muy menor medida, y principalmente estudiada o registrada sólo a nivel local. Posteriormente, a partir de fines del siglo XX, comenzaría un aumento del estudio de las mitologías menos conocidas. La mitología indígena moderna se conserva dependiendo del tipo de cultura indígena que provenga. Así, en las culturas de los pueblos que dejaron registros, como las del antiguo Perú, en donde la arqueología entrevé un mundo sobrenatural de extremada variedad y epopeyas míticas fértiles en episodios dramáticos. Ejemplo de ello es la cerámica de los incas, la cual inspira su decoración en temas tomados de las leyendas de los dioses y de los héroes.
En cambio, de la gran mayoría de los pueblos indígenas se conocería su mitología principalmente a través de la actual tradición oral de los pueblos que aún subsisten, y de los cuales su mitología fue en parte registrada a nivel local, para que no se perdiera; aunque en muchos casos descrita desde el punto de vista no nativo, y por ello posiblemente alterada en su esencia. Ejemplos de ello serían los mitos de los indígenas modernos de la Amazonía, entre los cuales sobrevive la mitología guaraní; o la mitología mapuche, o las de otras culturas tales como parte del folklore andino; etc.  Relacionado con ello es el caso de la interpretación de las escenas pintadas o modeladas en relieve en los flancos de los recipientes sólo es posible en los raros casos en que el episodio representa las tradiciones orales recogidas por los españoles tras la conquista o a través de las tradiciones que se conservan de estos pueblos.

## Cosmogonía
No hay tribu de Sudamérica que no haga remontarse el origen del mundo, lo que existe en él, y de las instituciones humanas a un personaje o ser venerable cuyo carácter y funciones no siempre están claramente definidos.
En torno a esos seres sobrenaturales se ha cristalizado la explicación de los enigmas, pequeños y grandes, que la naturaleza propone al hombre. Sus aventuras y sus acciones constituyen verdaderos ciclos míticos que son a la vez cosmogonías, historias naturales y memorias de tribu.
En la larga lista de los Creadores y de los Transformadores de la mitología sudamericana, los hay de varias clases. Los witotos de Colombia oriental se hacen una idea metafísica del Creador. Ha nacido de la palabra, es decir, de los encantamientos y de los mitos con eficacia mágica que preexisten a todas las cosas. Él es quien ha pasado esas fórmulas a los hombres, confiriendo así a las ceremonias y ritos una virtud particular. También es una encarnación de la vegetación, pero, a pesar de su poder, los hombres no se dirigen a él. Para los tehuelches, el dios Kóoch es la deidad creadora primigenia. En cambio para los selknam (más conocidos como onas), Temáukel es el ser supremo en quien viven todos los seres, es el poder universal, es un ser que siempre fue y será, ya que jamás tuvo principio y nadie lo formó; y aunque todo en el universo se extinga, él siempre existirá y no tendrá fin.  Similarmente en la mitología yagán, la deidad Watauinewa es la deidad principal presente y es un ser intangible, bondadoso y justiciero que mora en el cielo, lo que ha originado el término "Watauinewa sef" (el cielo de Watauinewa). Aunque no hay consenso si es el creador de todas las cosas, se le considera el monarca y amo de la creación, y quien proporciona los alimentos.
Algunas tribus remontan el origen de las cosas a una Madre común. Los chamacoco (Paraguay) colocan en la cumbre de la jerarquía celeste a la diosa Eschetewuarha, que, siendo mujer del Gran Espíritu, le dominaba y reinaba sobre el mundo. Ella es la madre de las aves (las nubes) que vierten la lluvia. Para los shipibo del Ucayali, el mundo y su contenido son obra de una mujer celeste, sin duda una personificación del Sol.
A veces, la Creación también es obra de un animal mítico: el escarabajo entre los lengua, el halcón entre los okaina, etc.

### El héroe civilizador
En muchas ocasiones el Creador se confunde con otro personaje mitológico, el Transformador o Héroe cultural. Éste se caracteriza por un gesto inmoderado de las metamorfosis. La serie de cambios que realiza en el mundo oscurece su papel de creador. Los mitos le representan bajo los rasgos de un profeta que recorre la tierra para acabar la obra de la Creación y enseñar a los hombres las artes y los usos propios de la vida civilizada.
Así a veces, en las diferentes cosmologías de las culturas nativas de Sudamérica, podemos encontrar ejemplos de un Creador o de un Gran Antepasado que se retira a algún universo después de haber cumplido su misión terrestre, a veces como una especie de genio, bienhechor pero caprichoso, que se demora en la Tierra creada por él, para cambiar si fisonomía y para iniciar a los hombres en técnicas y usos que les permitirán subsistir y vivir en sociedad. A tal título, asume el papel de un héroe civilizador. Unas veces el Creador, el Antepasado, el Héroe civilizador y el Transformador son un solo personaje idéntico, y otras veces se reparten los trabajos, y entonces son presentados como los miembros de una misma familia. Finalmente, a veces el héroe, o los héroes civilizadores son animales dotados de razón.
Para los tehuelches, el personaje El-lal (o Elal) es el héroe creador y civilizador de los pueblos de Patagonia; caracterizado como un ser fuerte, sabio, benéfico. En Tierra del Fuego, los selknam mantenían el mito según el cual K'aux, un antiguo personaje mitológico, fue quién veló por el orden y las buenas actitudes de los miembros de cada tribu, y quien inculcó todas y cada una de las leyes a los selknam.
El Héroe civilizador en muchas ocasiones no se concibe como un ser solitario. Generalmente, lleva a su lado un compañero, el Deceptor, personaje enredador y estúpido que se opone a él y corrompe todo lo que él crea. La mayor parte de las tribus sudamericanas conocen las aventuras de dos gemelos que, según los casos, son verdaderos héroes civilizadores o los hijos y continuadores del Héroe civilizador. Uno de los mitos más difundidos en América del Sur es el que, con numerosas variantes, cuenta las aventuras de los dos hijos gemelos del creador o del héroe civilizador cuya esposa había sido devorada por uno o varios jaguares, o algún otro monstruo.
Hallados por la Madre de los Jaguares (o del monstruo) en el vientre de esta fueron adoptados por el animal. Manifiestan su carácter sobrenatural en la rapidez de su crecimiento y en su habilidad para todas las cosas. Un pájaro, o algún otro animal, les revela el crimen del jaguar o animal devorador. Para vengarse, lo atraen a una trampa y lo exterminan. Se ponen a la busca de su padre, pero, antes de encontrarlo, pasan diversas aventuras desagradables que provocan ellos mismos al buscar lucha con los espíritus de la selva y de las aguas. Uno de los gemelos, el más necio es infaliblemente muerto y despedazado. Su hermano recoge los pedazos, sopla sobre ellos y lo resucita: luego se venga del asesino. Sufren igualmente diversas pruebas, como la de pasar entre dos rocas que se entrechocan. Uno de los hermanos fracasa y perece, pero el otro, que escapa del peligro, le devuelve la vida. Finalmente, los gemelos vuelven a hallar a su padre y se quedan junto a él.
Por ejemplo, Viracocha, el Ser Supremo de los incas, en la medida en que se desprende su personalidad de mitos mal transcritos y confusos, es a la vez Creador, Héroe civilizador y Transformador. Se manifiesta en varias creaciones sucesivas, pero, tras haber poblado la Tierra, abandona su papel de Creador para cambiarse en héroe civilizador. Da a los hombres leyes a las que les manda que obedezcan. Recorre los Andes con un misterioso compañero en quien reconocemos al Deceptor, opuesto al héroe civilizador. Cuando Viracocha creaba hombres buenos, Taguacipa los hacía malos. Si Viracocha elevaba montañas, el Deceptor las transformaba en llanuras y viceversa. Tras de muchas aventuras que explican las particularidades de la naturaleza, Viracocha, llegado a la orilla del mar, echó, a modo de embarcación, el manto sobre las aguas, y desapareció en el horizonte. Así se atuvo al mito de la mayor parte de los héroes civilizadores, que, una vez cumplida su tarea, parten hacia el Sol poniente para residir en el país de los muertos. El Creador y Civilizador rara vez es elevado, entre las tribus sudamericanas, al rango de Gran Dios o de Ser Supremo. Si los incas no le relegaron a algún lejano empíreo, fue porque se integró en un panteón donde otros dioses tenían un sitio y un papel bien definidos.
Para los pueblos muiscas, que se hallaban en el altiplano cundiboyacense, hoy Colombia, existe el mito de Bochica, un ser de larga barba blanca, y túnica, que llegó del oriente para enseñar a los indígenas, leyes, normas de convivencia, y habilidades en los tejidos, agricultura y los metales. Según el Sacerdote Lucas Fernández Piedrahíta, en su célebre texto "Historia general de las Conquistas del Nuevo Reino de Granada." Capítulo III, describe sobre Bochica: "...solo con los tres epítetos referidos. Este tal, dicen que tenía la barba muy crecida hasta la cintura, los cabellos recogidos con una cinta como trenza puesta á la manera que los antiguos fariseos usaban los filacterias ó coronas con que se rodeaban las cabezas, trayendo colocados en mitad de la frente los preceptos del Decálogo. Pues á ese modo, refieren, le usaba, y esa forma en los rodetes que se ponen los indios en las cabezas, colocan una rosa de plumas, que les cae sobre las cejas. Andaba este hombre con las plantas desnudas, y traía una almalafa puesta, cuyas puntas juntaba con un nudo sobre el hombro; de donde añaden haber tomado el traje, el uso del cabello de una mujer llamada Daniela Macias, y de andar descalzos." 1

### El origen de la vida

#### Los hombres
La aparición de los primeros hombres en la Tierra es tema de numerosos mitos cuyo asunto central revela dos concepciones opuestas. Según la primera, los hombres fueron creados por un dios que habría utilizado, a modo de materia prima, una sustancia cualquiera (arcilla, madera, caña); quizás una posterior forma de mito influenciado por la tradición cristiana de la creación de Adan. Según la otra, los primeros hombres habrían venido del cielo o de un mundo subterráneo. Al decir de los mosetenes, Dhoit, su héroe civilizador, modeló a los primeros hombres. Para los hakairi habrían sido los gemelos Keri y Kame quienes transformaron las cañas en hombres. En la mitología chibcha, el Sol y la Luna formaron al primer hombre con arcilla, mientras que para la primera mujer utilizaron cañas.
Muchos mitos hablan de fracasos del Creador. El “héroe cultural” de los taulipang había modelado a los primeros hombres con cera, pero, dándose cuenta de que se fundían al sol, utilizó arcilla que secó al sol. En cuanto al Civilizador de los chocos, habría tallado a los primeros hombres en madera. Éstos, a medida que salían de manos del escultor, partían para el otro mundo, donde estaban llamados a vivir eternamente. Un día, al cortarse un dedo el héroe cultural en el transcurso de su trabajo, renunció a la madera y modeló a los hombres en arcilla, privándoles con ello mismo de la inmortalidad.
Las creaciones sucesivas no siempre derivan de una elección desafortunada de la materia prima. El Creador a veces se veía obligado a destruir o a metamorfosear a los seres que ha producido, por crímenes que cometieron o por conducta indigna. Antes de esculpir en la piedra a los antecesores de todas las naciones de los hombres, Viracocha, el gran dios de los incas, ya había formado en la arcilla o tallado en rocas una humanidad que hubo de aniquilar “porque había transgredido sus preceptos”. Los chocos hablan también de una raza de hombres que fue aniquilada porque se entregaba al canibalismo; luego, una segunda generación de seres humanos que fue metamorfoseada en animales, y, finalmente, una tercera humanidad que el héroe civilizador modeló en arcilla.
Los mitos de otras tribus hablan, no de la creación de los hombres, sino de las causas y de las circunstancias de su migración, estando situado su lugar de origen unas veces bajo tierra, y otras en el cielo. Un ejemplo de esto es la versión de los indios mundurucu, que se dicen descubiertos por el compañero del Creador, que, persiguiendo a un tatú, fue arrastrado por éste al mundo inferior. El Creador hizo al algodonero para confeccionar una cuerda con sus fibras, que introdujo por el orificio que daba acceso al país de los hombres. Así pudieron éstos alcanzar la superficie de la Tierra. La cuerda se rompió antes que todos los hombres pudieran trepar hasta allí. Un gran número de ellos se quedaron bajo tierra y recibirían todos los días la visita del Sol.
Los antepasados de los carajá creían haber emigrado también de un mundo situado debajo de este. Lo abandonaron a pesar de las exhortaciones de un jefe que les predijo que en esta tierra habrían de morir, mientras que en su patria de origen disfrutaban de inmortalidad.
Los miembros de todas las comunidades incas se consideraban como originarios de una caverna, de una montaña o de un lago. El lugar de donde habían salido sus antepasados era considerado como sagrado. Sus mitos están en contradicción con el de la creación por Viracocha. Para conciliar las dos versiones, se imaginó que Viracocha, tras haber tallado a los primeros hombres en la piedra, los envió por caminos subterráneos a través del mundo, haciéndoles luego surgir de las cavernas, de los lagos o de los ríos.
En cuanto a los warrau, del Orinoco, situaban a sus antepasados en el cielo, de donde habrían bajado a tierra por medio de una cuerda, para apoderarse de piezas de caza. Los toba del Gran Chaco dicen que las mujeres vinieron del cielo. Todas las noches, bajaban por una cuerda para robar los pescados atrapados por los hombres. Un halcón cortó la cuerda y las mujeres se vieron obligadas a quedarse en tierra en compañía de los hombres.
Los pueblos de la costa de Perú contaron a los españoles que los hombres habían nacido de tres huevos, uno de oro, otro de plata y el tercero de cobre. Los caduveos del Gran Chaco se creían también salidos de huevos incubados por un pájaro gigantesco.

#### La muerte
Para muchos aborígenes, los hombres no estarían sometidos a la muerte si el héroe civilizador o el azar no hubieran dispuesto otra cosa. En la antigüedad, los onas, fatigados por la vejez, se entregaban al sueño, y, al despertar, se hacían lavar por Kénos, el héroe civilizador. Vueltos otra vez a la juventud, empezaban de nuevo su existencia. Fue uno de los Gemelos el que puso fin a esas renovaciones e hizo definitiva la muerte. Otro ejemplo es la de un gran mago habría querido hacer inmortales a los chipayas. Les recomendó que saludaran amistosamente a un extranjero que vendría a visitarlos. Los chipayas, desgraciadamente para ellos, volvieron la espalda a un visitante que traía un cesto lleno de carne podrida, habiéndole tomado por la Muerte, y en cambio acogieron afectuosamente a la Muerte, que tenía apariencia de un agradable joven.
Los habitantes de la región de Huarochirí (Lima, Perú) consideraban a la muerte como un accidente debido a un gesto inconsiderado. Creían que, cuando moría un hombre, su alma volvía al cabo de cinco días. Por razones no explicadas, un alma volvió a su cadáver con un día de retraso. La mujer del muerto, impaciente, le dirigió vivos reproches e incluso le pegó. El alma, ofuscada, se marchó para siempre y desde entonces la muerte se ha hecho irremediable.
En varias tribus amazónicas, existe una tradición según la cual los hombres habrían podido alternativamente morir y resucitar si hubieran obedecido una orden que se les había dado, o si hubieran entendido mejor un mensaje que el héroe civilizador o algún otro personaje les había transmitido. Así, el padre del héroe civilizador, entre los cashinawa, había recomendado que le escucharan bien cuando, al subir al cielo, gritara: “¡Cambiad, cambiad!”. Su hijo entendió: “¡Acabad, acabad”, y ese error fue causa de que los hombres no pudieran renovar su cuerpo como lo hacen las serpientes y lagartos.

### El origen del fuego
Los sudamericanos fueron conscientes de los efectos de lo obtenido  del fuego sobre la condición humana. Según sus antiguas tradiciones, antes de poseer este elemento, los hombres no valían más que los animales. El fuego nunca es presentado como una creación. Siempre ha existido, pero era propiedad de un animal —más raramente, de un espíritu— que lo vigilaba celosamente y rehusaba compartirlo con los hombres. Entonces, hizo falta robárselo. Unas veces es el héroe civilizador, otras veces es un animal auxiliador quien intenta la aventura. Generalmente, el dueño del Fuego, así como su robador, pertenecen a una especie animal que se asocia a ese elemento por alguna particularidad física.
También podemos encontrar al fuego como una manifestación espiritual, ejemplo de ello es el espíritu Ngen conocido como Ngen-kütral

### Las plantas comestibles o cultivadas
Numerosos mitos cuentan el modo en que los hombres han adquirido las plantas comestibles o plantas cultivadas.
En algunos mitos, los espíritus a veces tienen plantas útiles cuyo monopolio se reservan hasta el día en que alguien —hombre o animal— les roba unos granos. Según cierto número de versiones, el héroe civilizador se las habría regalado a los hombres: él mismo las habría robado a algún animal o ser que era su poseedor.
En cambio en algunos otros mitos se establecen una correspondencia estrecha entre las plantas cultivadas o silvestres que proporcionan alimento al ser humano. Se trata unas veces de un ser misterioso que, golpeado, deja caer frutos o tubérculos a su alrededor, otras veces de un hombre o de una mujer que, muertos y enterrados, se transforman en plantas útiles; ejemplo de ello es el origen de la planta de Calafate

## Lista de mitologías
- Mitologías indígenas:
  - Mitología incaica
  - Mitología guaraní
  - Mitología mapuche
  - Mitología mochica
  - Mitología muisca
  - Mitología nazca
  - Mitología selknam

- Mitología por país
  - Mitología argentina
  - Mitología boliviana
  - Mitología chilena
    - Mitología chilota

  - Mitología colombiana
  - Mitología peruana
  - Mitología venezolana